# 阿爾比奧·席瑞斯
阿爾比奧·席瑞斯（英語：Albio Sires；1951年1月26日—）是美国的一位政治家。2013年至2023年，他是新泽西州第8選舉區選出的議員。在2006年至2013年，他是紐澤西州第13選舉區的眾議院議員。他的黨籍是民主黨。席瑞斯出生在古巴。